# HD 112935
HD 112935，又名CD-32 9083，SAO 204029、HR 4922，是一颗恒星，视星等为6.02，位于銀經305.11，銀緯29.33，其B1900.0坐标为赤經12h 55m 4s，赤緯-32° 29.33′ 50″。